# Сен Себастјен сир Лоар
Сен Себастјен сир Лоар (фр. Saint-Sébastien-sur-Loire) град је у Француској, у департману Атлантска Лоара.
По подацима из 1999. године број становника у месту је био 25,223.

## Демографија
| 1962.  | 1968.  | 1975.  | 1982.  | 1990.  | 1999.  | 2011.  |
| ------ | ------ | ------ | ------ | ------ | ------ | ------ |
| 11.830 | 14.159 | 17.326 | 17.825 | 22.202 | 25.223 | 25.293 |

## Партнерски градови
- Чернавода